# ФК Волин Луцк
ФК „Волин“ (на украински: Футбольний клуб „Волинь“ (Луцьк)) е украински футболен клуб от град Луцк, състезаващ се в Украинската Премиер лига.

## История
Клубът е основан през 1960 г.

## Срещи с български отбори
„Волин“ се е срещал с български отбори в приятелски срещи.

### „Лудогорец“
С „Лудогорец“ се е срещал един път в приятелски мач на 1 февруари 2012 г. в Турция като срещата завършва 6 – 2 за „Волин“.

## Известни футболисти
- Анатолий Тимошчук

## Български футболисти
- Валентин Илиев: 2012/13 - (18 мача - 0 гола)
- Петър Занев: 2012/13 - (22 мача - 0 гола)